# Hermann Grom-Rottmayer

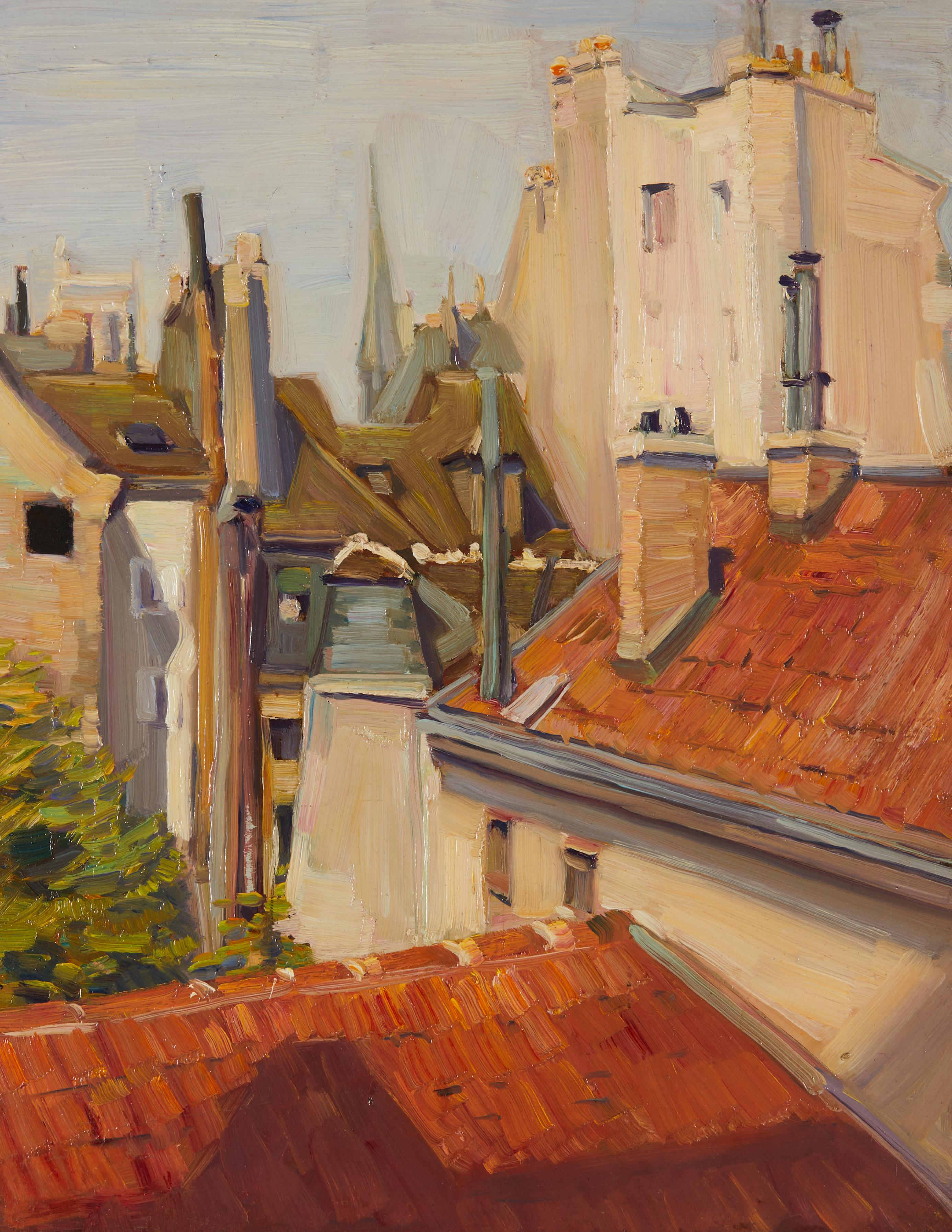
Blick über die Dächer Wiens; Öl auf Karton

Hermann Grom-Rottmayer (geboren am 20. Dezember 1877 in Wien, Österreich-Ungarn; gestorben am 24. Januar 1953, in Wien) war ein österreichischer Maler.

## Leben
Hermann Grom-Rottmayer studierte von 1903 bis 1906 an der Akademie der bildenden Künste Wien bei Alois Delug. Von 1906 bis 1908 besuchte er die Münchner Akademie bei Ludwig von Herterich. Später lehrte er an der Kunstschule für Frauen und Mädchen in Wien und war ab 1926 als Professor an der Technischen Hochschule in Wien tätig. Er gründete ein Seminar für Theaterinszenierung, künstliche Beleuchtung und Werbung durch Licht in Wien.
Er war von 1910 bis 1939 Mitglied der Wiener Secession (Verein Bildender Künstler) und ab 1939 Mitglied im Künstlerhaus Wien. Bekannteste Schülerin war Helene von Blaas. Er wurde am Wiener Zentralfriedhof bestattet.

## Werk
Das bisher höchste Auktionsergebnis erzielte sein Bild „Orage sur le blé“, welches am 13. März 1988 in Versailles für eine Million Franc verkauft wurde.
Ein sehr berührendes Werk ist das Bild „Schwarzer Freitag“. Es zeigt im Bildmittelpunkt einen verzweifelten Mann auf einem Sessel kauernd und weinend. Um ihn sitzen und stehen seine kleinen Kinder. Rechts im Bildrand, im Schatten des Schranks verschwindend, sieht man einen umgekippten Stuhl und schleierhaft seine erhängte Frau.
Grom-Rottmayer wurde auch mit einem Entwurf für die Plakatwerbung des Wiener Centralbades verpflichtet. Der Entwurf von 1904 wurde zensiert. In einer überarbeiteten Version wurde er dann aber doch verwendet.